# Vasile Berci
Vasile Berci (n. 16 februarie 1946, Călinești, România – d. 19 februarie 2025) este un politician român, deputat PNL de Maramureș.

## Studii
A absolvit facultatea de istorie a Universității Babeș-Bolyai din Cluj.

## Cariera politică
În legislatura 1996-2000, Vasile Berci a fost deputat PNȚCD de Maramureș și membru în grupul parlamentar de prietenie cu Republica Columbia. La alegerile din 2008 a fost ales deputat în colegiul nr. 7 al județului Maramureș (zona Mara-Petrova-Călinești-Ocna Șugatag), din partea PNL și a fost membru în grupurile parlamentare de prietenie cu Republica Cehă și republica Arabă Egipt. În legislatura 2012-2016, Vasile Berciu a fost membru în grupurile parlamentare de prietenie cu Regatul Suediei și Republica Indonezia.